# کلیسای هوهانس مقدس، تاتلو
کلیسای هوهانس مقدس، تاتلو (ارمنی: Սուրբ Հովհաննես եկեղեցի (Թաթլու)؛ انگلیسی: Tatlu) یک کلیسا متعلق به کلیسای حواری ارمنی واقع در شهر تاتلو، شهرستان آغستفا جمهوری آذربایجان می‌باشد. ساخت و ساز این ساختمان در سال میلادی؛ به پایان رسید. این بنا به سبک معماری ارمنی طراحی شده‌است.